# マルク・O・マドセン
マルク・O・マドセン（Mark O. Madsen、1984年9月23日 - ）は、デンマークの男性総合格闘家、レスリング選手。ニュクービン・ファルスタ出身。チーム・オリンピアン/エクストリーム・クートゥア所属。リオデジャネイロオリンピック男子グレコローマン75kg級銀メダリスト。マルク・マドセンとも表記される。

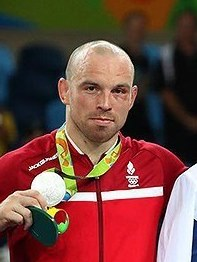
リオデジャネイロオリンピックで銀メダルを獲得するマドセン
(2016年)

## 来歴

### レスリング
6歳からレスリングを始める。2008年北京オリンピック男子グレコローマン74kg級に出場し、ワルテレス・サムルガチェフに敗れ初戦敗退。2012年ロンドンオリンピック男子グレコローマン74kg級出場し、3位決定戦でアレクサンドル・カザケビッチに敗れ最終的に5位で終わる。2016年リオデジャネイロオリンピック男子グレコローマン74kg級に出場し、決勝戦でロマン・ブラソフに敗れ銀メダルを獲得。

### 総合格闘技
2013年、プロ総合格闘技デビューを果たし、デビュー戦を1RKO勝ち。その後、ローカル団体で8戦8勝を記録。

### UFC
2019年10月18日、UFCデビュー戦となったUFC Fight Night: Hermansson vs. Cannonierでダニーロ・ベルアルドと対戦し、パウンドで1RTKO勝ち。
2022年4月9日、UFC 273でヴィンス・ピシェルと対戦し、3-0の判定勝ち。総合格闘技の無敗記録を12に伸ばした。

## 戦績
| 総合格闘技 戦績 | 総合格闘技 戦績 | 総合格闘技 戦績 | 総合格闘技 戦績 | 総合格闘技 戦績 | 総合格闘技 戦績 | 総合格闘技 戦績 |
| --------------- | --------------- | --------------- | --------------- | --------------- | --------------- | --------------- |
| 14 試合         | (T)KO           | 一本            | 判定            | その他          | 引き分け        | 無効試合        |
| 12 勝           | 3               | 3               | 6               | 0               | 0               | 0               |
| 2 敗            | 1               | 1               | 0               | 0               | 0               | 0               |

| 勝敗 | 対戦相手                   | 試合結果                               | 大会名                                     | 開催年月日     |
| ×    | ジャレッド・ゴードン       | 1R 4:42 TKO（右フック→パウンド）       | UFC 295: Procházka vs. Pereira             | 2023年11月11日 |
| ×    | グラント・ドーソン         | 3R 2:05 リアネイキドチョーク           | UFC Fight Night: Rodriguez vs. Lemos       | 2022年11月5日  |
| ○    | ヴィンス・ピシェル         | 5分3R終了 判定3-0                      | UFC 273: Volkanovski vs. The Korean Zombie | 2022年4月9日   |
| ○    | クレイ・グイダ             | 5分5R終了 判定2-1                      | UFC on ESPN 29: Cannonier vs. Gastelum     | 2021年8月21日  |
| ○    | オースティン・ハバード     | 5分3R終了 判定3-0                      | UFC 248: Adesanya vs. Romero               | 2020年3月7日   |
| ○    | ダニーロ・ベルアルド       | 1R 1:12 TKO（パウンド）                | UFC Fight Night: Hermansson vs. Cannonier  | 2019年9月28日  |
| ○    | パトリック・ニールセン     | 1R 2:47 リアネイキドチョーク           | Olympian Fight Night                       | 2019年6月9日   |
| ○    | ティボー・ラルシェ         | 5分3R終了 判定3-0                      | Cage Warriors 103                          | 2019年3月9日   |
| ○    | マシューボナー             | 5分3R終了 判定3-0                      | Cage Warriors Academy Denmark 2            | 2018年12月15日 |
| ○    | アレクサンドル・ボルディン | 5分3R終了 判定3-0                      | Cage Warriors Academy Denmark 1            | 2018年9月23日  |
| ○    | デズ・パーカー             | 1R 4:28 KO（右フック）                 | Danish MMA Night Vol. 1                    | 2018年6月9日   |
| ○    | マティアス・フライシュス   | 1R 0:26 スタンディングギロチンチョーク | MMA Galla 04                               | 2018年1月13日  |
| ○    | チャイ・イングラム         | 1R 2:27 ギロチンチョーク               | European MMA 9: "Mark" Your Time           | 2014年5月23日  |
| ○    | フィリップ・ヘンゼ         | 1R 0:44 KO（パウンド）                 | European MMA 6                             | 2013年9月26日  |

## 獲得タイトル
- リオデジャネイロオリンピック レスリング 男子グレコローマン75kg 準優勝 (2016年)
- 2005年レスリング世界選手権 男子グレコローマン74kg級 準優勝
- 2006年レスリング世界選手権 男子グレコローマン74kg級 3位
- 2007年レスリング世界選手権 男子グレコローマン74kg級 準優勝
- 2009年レスリング世界選手権 男子グレコローマン74kg級 準優勝
- 2015年レスリング世界選手権 男子グレコローマン75kg級 準優勝
- レスリングヨーロッパ選手権 男子グレコローマン75kg級 3位 (2014年)
- レスリングミリタリー選手権 男子グレコローマン74kg級 準優勝 (2005年)
- レスリングヨーロッパジュニア選手権 男子グレコローマン74kg級 優勝 (2004年)
- レスリングヨーロッパカデット選手権 男子グレコローマン63kg級 準優勝 (2001年)